# Czerwony Błazen
Czerwony Błazen – powieść kryminalna polskiego pisarza Aleksandra Błażejowskiego z 1925 r. Uznawana za pierwszą powieść stricte kryminalną w Polsce. Oparta na francuskich wzorach powieści kryminalnej. Drugie wydanie w 1928 r. W czasach PRL jej wydawanie było oficjalnie zakazane. Wznowiona dopiero w 2012 r. przez wydawnictwo CM.
W 1926 r. powieść została zekranizowana przez Henryka Szaro. W filmie wystąpili m.in. Robert Boelke, Stefan Hnydziński, Oktawian Kaczanowski, Helena Makowska, Nora Ney, Eugeniusz Bodo, Zygmunt Dąbrowski. Film został zniszczony podczas wojny, zachowały się jedynie zdjęcia i plakaty.
Akcja Czerwonego Błazna toczy się w Warszawie. Do kabaretu Złoty Ptak przychodzi człowiek w masce i podpisuje kontrakt. Prowadzi kabaret, w którym wyśmiewa (anonimowo) polityków i dorobkiewiczów. Sprawa gmatwa się, gdy pewnego razu w jego garderobie policjanci znajdują zwłoki.